# Terebra corrugata
Terebra corrugata é uma espécie de gastrópode do gênero Terebra, pertencente a família Terebridae.